# Chalastospora cetera
Chalastospora cetera är en svampart som först beskrevs av E.G. Simmons, och fick sitt nu gällande namn av E.G. Simmons 2007. Chalastospora cetera ingår i släktet Chalastospora och familjen Pleosporaceae.   Inga underarter finns listade i Catalogue of Life.